# Nowa Siła (Islandia)
Nowa Siła (isl. Nýtt afl) – nieistniejąca już islandzka partia polityczna. Jej głównym postulatem był sprzeciw wobec imigracji. W wyborach w 2003 roku zdobyła niespełna 1% głosów. Nigdy nie miała własnych posłów w Alþingi.
Na przełomie lat 2006/2007 została wchłonięta przez Partię Liberalną (Frjálslyndi flokkurinn), która przyjęła jej antyimigrancki program.